# Jahrbuch für Ostrecht
Das Jahrbuch für Ostrecht (JOR) ist eine juristische Fachzeitschrift, die sich der Rechtsentwicklung in den Staaten Mittel- und Osteuropas einschließlich der Nachfolgestaaten der Sowjetunion widmet.
Das Ziel ist eine wissenschaftliche Auseinandersetzung mit den Fragen des Rechts in diesen Ländern. Im Mittelpunkt stehen dabei das Zivil- und Wirtschaftsrecht, das Strafrecht, das Verfassungs- und Verwaltungsrecht und das Prozessrecht.
Bis 2018 erschienen zwei Halbbände pro Jahr, seit 2019 erscheinen die Bände jährlich. Die einzelnen Beiträge sind überwiegend in deutscher Sprache verfasst, die Redaktion nimmt aber auch englisch- und französischsprachige Texte an. Herausgeber ist das Institut für Ostrecht in Regensburg. Die Redaktion leitet Herbert Küpper.